# Mashan (Jixi)
Mashan (en chino, 麻山; pinyin, Jìnghú, léase Ching-Ju) es un distrito urbano bajo la administración directa de la Prefectura Jixi en la Provincia de Heilongjiang, República Popular China.  Su área es de 416 km² y su población total para 2010 superó los 30 mil habitantes. 

## Administración
Desde julio de 2023, el  Distrito Mashan se divide en 2 pueblos que se administran en 1 subdistrito y 1   poblado.